# Vierșani, Gorj
Vierșani este un sat în comuna Jupânești din județul Gorj, Oltenia, România.
In aceasta localitate, pe dealul "Piscul cerului", și-a făcut casa Ioan Nicula, fiul lui Horea - Vasile Ursu Nicola, dupa ce a fost deportat în Banat de autoritățile maghiare și de unde de nenumărate ori a încercat să revină în Albac dar a fost de fiecare data exilat.